# One More Time (nummer)
"One More Time" is een nummer van het Franse muziekduo Daft Punk. Het nummer verscheen op hun album Discovery uit 2001. Op 30 november 2000 werd het nummer uitgebracht als de eerste single van het album.

## Achtergrond
"One More Time" is geschreven door de leden van Daft Punk in samenwerking met Romanthony, die ook de geautotunede vocalen op het nummer verzorgde. Volgens bandlid Guy-Manuel de Homem-Christo werd hij gekozen omdat "we dachten dat de funkiness van zijn stem bij de funkiness van de muziek paste." Het nummer was in 1998 al afgerond, maar bleef volgens de leden "op de plank liggen" totdat het in 2000 als single werd uitgebracht. Bandlid Thomas Bangalter reageerde op een vraag over de effecten in het nummer met: "Veel mensen klagen over muzikanten die Auto-Tune gebruiken. Het herinnert me aan het eind van de jaren '70 toen Franse muzikanten probeerden om de synthesizer te verbannen... Wat zij niet zagen, was dat je die hulpmiddelen op een nieuwe manier kon gebruiken in plaats van dat zij de instrumenten die daarvoor kwamen te vervangen."
De single-uitgave van "One More Time" bevat een versie van het nummer die acht minuten duurt, met meer tekst die niet op de albumversie te vinden is. Een "unplugged"-versie van het nummer werd uitgebracht op het remixalbum Daft Club uit 2003. Een korte radioversie van het nummer is te vinden op het compilatiealbum Musique Vol. 1 1993–2005. Een liveversie van het nummer, in combinatie met de opvolgende single "Aerodynamic", is te vinden op het album Alive 2007.
"One More Time" werd een grote hit in Europa; in thuisland Frankrijk kwam de single op de nummer 1-positie terecht. Ook in Canada werd het een nummer 1-hit, maar in de Verenigde Staten kwam de single in de Billboard Hot 100 niet verder dan de 61e positie. Wél behaalde de single daar de eerste plaats in de Dance Club Songs-lijst en de Hot Dance Singles Sales-lijst. In het Verenigd Koninkrijk werd de 2e positie bereikt in de UK Singles Chart. Tevens debuteerde de single op de nummer 1-positie van de Eurochart Hot 100, wat op dat moment slechts de zesde single was die dit presteerde.
In Nederland bereikte de single destijds de 11e positie in de Nederlandse Top 40 op Radio 538 en de 14e positie in de publieke hitlijst; de Mega Top 100 op Radio 3FM.
In België bereikte de single de 6e positie in zowel de Vlaamse Ultratop 50 als de Vlaamse Radio 2 Top 30. In Wallonië werd de 7e positie bereikt.
Daarnaast zette de website Pitchfork de single op de vijfde plaats in hun lijst met de vijfhonderd beste nummers uit de jaren 00 van de 21e eeuw. Het tijdschrift Rolling Stone zette het op de 33e plaats in hun lijst met de honderd beste nummers uit het decennium en zette het tevens op plaats 307 in hun lijst "The 500 Greatest Songs of All Time".
In de videoclip van "One More Time" komen beelden voor die in 2003 ook gebruikt zouden worden in de animefilm Interstella 5555: The 5tory of the 5ecret 5tar 5ystem, dat dient als visualisatie van het album Discovery. In de videoclip speelt een popband met mensachtige blauwe aliens het nummer voor een publiek op hun thuisplaneet, terwijl een vijandige troep de planeet aanvalt. Het nummer is tevens gebruikt in de televisieseries Daria en Veronica Mars en in de computerspellen Boogie en SingStar. In Nederland werd de videoclip destijds op televisie uitgezonden door muziekzender TMF en door BNN op Nederland 2 in het popprogramma Top of the Pops met Radio 3FM dj Ruud de Wild.

## Hitnoteringen

### Nederlandse Top 40
| Hitnotering week 1 t/m 7: 02-12-2000 t/m 20-01-2001 Hitnotering week 8 t/m 16: 24-03-2001 t/m 19-05-2001 | Hitnotering week 1 t/m 7: 02-12-2000 t/m 20-01-2001 Hitnotering week 8 t/m 16: 24-03-2001 t/m 19-05-2001 | Hitnotering week 1 t/m 7: 02-12-2000 t/m 20-01-2001 Hitnotering week 8 t/m 16: 24-03-2001 t/m 19-05-2001 | Hitnotering week 1 t/m 7: 02-12-2000 t/m 20-01-2001 Hitnotering week 8 t/m 16: 24-03-2001 t/m 19-05-2001 | Hitnotering week 1 t/m 7: 02-12-2000 t/m 20-01-2001 Hitnotering week 8 t/m 16: 24-03-2001 t/m 19-05-2001 | Hitnotering week 1 t/m 7: 02-12-2000 t/m 20-01-2001 Hitnotering week 8 t/m 16: 24-03-2001 t/m 19-05-2001 | Hitnotering week 1 t/m 7: 02-12-2000 t/m 20-01-2001 Hitnotering week 8 t/m 16: 24-03-2001 t/m 19-05-2001 | Hitnotering week 1 t/m 7: 02-12-2000 t/m 20-01-2001 Hitnotering week 8 t/m 16: 24-03-2001 t/m 19-05-2001 | Hitnotering week 1 t/m 7: 02-12-2000 t/m 20-01-2001 Hitnotering week 8 t/m 16: 24-03-2001 t/m 19-05-2001 | Hitnotering week 1 t/m 7: 02-12-2000 t/m 20-01-2001 Hitnotering week 8 t/m 16: 24-03-2001 t/m 19-05-2001 | Hitnotering week 1 t/m 7: 02-12-2000 t/m 20-01-2001 Hitnotering week 8 t/m 16: 24-03-2001 t/m 19-05-2001 | Hitnotering week 1 t/m 7: 02-12-2000 t/m 20-01-2001 Hitnotering week 8 t/m 16: 24-03-2001 t/m 19-05-2001 | Hitnotering week 1 t/m 7: 02-12-2000 t/m 20-01-2001 Hitnotering week 8 t/m 16: 24-03-2001 t/m 19-05-2001 | Hitnotering week 1 t/m 7: 02-12-2000 t/m 20-01-2001 Hitnotering week 8 t/m 16: 24-03-2001 t/m 19-05-2001 | Hitnotering week 1 t/m 7: 02-12-2000 t/m 20-01-2001 Hitnotering week 8 t/m 16: 24-03-2001 t/m 19-05-2001 | Hitnotering week 1 t/m 7: 02-12-2000 t/m 20-01-2001 Hitnotering week 8 t/m 16: 24-03-2001 t/m 19-05-2001 | Hitnotering week 1 t/m 7: 02-12-2000 t/m 20-01-2001 Hitnotering week 8 t/m 16: 24-03-2001 t/m 19-05-2001 | Hitnotering week 1 t/m 7: 02-12-2000 t/m 20-01-2001 Hitnotering week 8 t/m 16: 24-03-2001 t/m 19-05-2001 | Hitnotering week 1 t/m 7: 02-12-2000 t/m 20-01-2001 Hitnotering week 8 t/m 16: 24-03-2001 t/m 19-05-2001 |
| Week | 1 | 2 | 3 | 4 | 5 | 6 | 7 | | 8 | 9 | 10 | 11 | 12 | 13 | 14 | 15 | 16 | |
| --- | --- | --- | --- | --- | --- | --- | --- | --- | --- | --- | --- | --- | --- | --- | --- | --- | --- | --- |
| Positie                                                                                                  | 38 | 29 | 27 | 23 | 36 | 34 | 27 | uit | 13 | 12 | 11 | 13 | 12 | 16 | 21 | 26 | 32 | uit |

### Mega Top 100
| Hitnotering week 1 t/m 14: 18-11-2000 t/m 24-02-2001 Hitnotering week 15 t/m 28: 17-03-2001 t/m 16-06-2001 | Hitnotering week 1 t/m 14: 18-11-2000 t/m 24-02-2001 Hitnotering week 15 t/m 28: 17-03-2001 t/m 16-06-2001 | Hitnotering week 1 t/m 14: 18-11-2000 t/m 24-02-2001 Hitnotering week 15 t/m 28: 17-03-2001 t/m 16-06-2001 | Hitnotering week 1 t/m 14: 18-11-2000 t/m 24-02-2001 Hitnotering week 15 t/m 28: 17-03-2001 t/m 16-06-2001 | Hitnotering week 1 t/m 14: 18-11-2000 t/m 24-02-2001 Hitnotering week 15 t/m 28: 17-03-2001 t/m 16-06-2001 | Hitnotering week 1 t/m 14: 18-11-2000 t/m 24-02-2001 Hitnotering week 15 t/m 28: 17-03-2001 t/m 16-06-2001 | Hitnotering week 1 t/m 14: 18-11-2000 t/m 24-02-2001 Hitnotering week 15 t/m 28: 17-03-2001 t/m 16-06-2001 | Hitnotering week 1 t/m 14: 18-11-2000 t/m 24-02-2001 Hitnotering week 15 t/m 28: 17-03-2001 t/m 16-06-2001 | Hitnotering week 1 t/m 14: 18-11-2000 t/m 24-02-2001 Hitnotering week 15 t/m 28: 17-03-2001 t/m 16-06-2001 | Hitnotering week 1 t/m 14: 18-11-2000 t/m 24-02-2001 Hitnotering week 15 t/m 28: 17-03-2001 t/m 16-06-2001 | Hitnotering week 1 t/m 14: 18-11-2000 t/m 24-02-2001 Hitnotering week 15 t/m 28: 17-03-2001 t/m 16-06-2001 | Hitnotering week 1 t/m 14: 18-11-2000 t/m 24-02-2001 Hitnotering week 15 t/m 28: 17-03-2001 t/m 16-06-2001 | Hitnotering week 1 t/m 14: 18-11-2000 t/m 24-02-2001 Hitnotering week 15 t/m 28: 17-03-2001 t/m 16-06-2001 | Hitnotering week 1 t/m 14: 18-11-2000 t/m 24-02-2001 Hitnotering week 15 t/m 28: 17-03-2001 t/m 16-06-2001 | Hitnotering week 1 t/m 14: 18-11-2000 t/m 24-02-2001 Hitnotering week 15 t/m 28: 17-03-2001 t/m 16-06-2001 | Hitnotering week 1 t/m 14: 18-11-2000 t/m 24-02-2001 Hitnotering week 15 t/m 28: 17-03-2001 t/m 16-06-2001 |
| Week | 1 | 2 | 3 | 4 | 5 | 6 | 7 | 8 | 9 | 10 | 11 | 12 | 13 | 14 | |
| --- | --- | --- | --- | --- | --- | --- | --- | --- | --- | --- | --- | --- | --- | --- | --- |
| Positie | 88 | 73 | 49 | 52 | 50 | 40 | 45 | 46 | 44 | 47 | 53 | 65 | 67 | 76 | uit |
| Week | 15 | 16 | 17 | 18 | 19 | 20 | 21 | 22 | 23 | 24 | 25 | 26 | 27 | 28 | |
| Positie | 33 | 25 | 22 | 14 | 18 | 20 | 24 | 29 | 31 | 41 | 51 | 57 | 69 | 79 | uit |

### Vlaamse Ultratop 50
| Hitnotering: 25-11-2000 t/m 31-03-2001 | Hitnotering: 25-11-2000 t/m 31-03-2001 | Hitnotering: 25-11-2000 t/m 31-03-2001 | Hitnotering: 25-11-2000 t/m 31-03-2001 | Hitnotering: 25-11-2000 t/m 31-03-2001 | Hitnotering: 25-11-2000 t/m 31-03-2001 | Hitnotering: 25-11-2000 t/m 31-03-2001 | Hitnotering: 25-11-2000 t/m 31-03-2001 | Hitnotering: 25-11-2000 t/m 31-03-2001 | Hitnotering: 25-11-2000 t/m 31-03-2001 | Hitnotering: 25-11-2000 t/m 31-03-2001 | Hitnotering: 25-11-2000 t/m 31-03-2001 | Hitnotering: 25-11-2000 t/m 31-03-2001 | Hitnotering: 25-11-2000 t/m 31-03-2001 | Hitnotering: 25-11-2000 t/m 31-03-2001 | Hitnotering: 25-11-2000 t/m 31-03-2001 | Hitnotering: 25-11-2000 t/m 31-03-2001 | Hitnotering: 25-11-2000 t/m 31-03-2001 | Hitnotering: 25-11-2000 t/m 31-03-2001 | Hitnotering: 25-11-2000 t/m 31-03-2001 | Hitnotering: 25-11-2000 t/m 31-03-2001 | Hitnotering: 25-11-2000 t/m 31-03-2001 |
| Week                                   | 1                                      | 2                                      | 3                                      | 4                                      | 5                                      | 6                                      | 7                                      | 8                                      | 9                                      | 10                                     | 11                                     | 12                                     | 13                                     | 14                                     | 15                                     | 16                                     | 17                                     | 18                                     | 19                                     | 20                                     |                                        |
| -------------------------------------- | -------------------------------------- | -------------------------------------- | -------------------------------------- | -------------------------------------- | -------------------------------------- | -------------------------------------- | -------------------------------------- | -------------------------------------- | -------------------------------------- | -------------------------------------- | -------------------------------------- | -------------------------------------- | -------------------------------------- | -------------------------------------- | -------------------------------------- | -------------------------------------- | -------------------------------------- | -------------------------------------- | -------------------------------------- | -------------------------------------- | -------------------------------------- |
| Positie                                | 29                                     | 14                                     | 8                                      | 6                                      | 9                                      | 12                                     | 14                                     | 16                                     | 18                                     | 16                                     | 23                                     | 26                                     | 30                                     | 38                                     | 40                                     | 40                                     | 40                                     | 49                                     | 49                                     | 49                                     | uit                                    |

### NPO Radio 2 Top 2000
| Nummer met noteringen in de NPO Radio 2 Top 2000 | '14 | '15 | '16 | '17 | '18  | '19  | '20  | '21  | '22  | '23  | '24  |
| ------------------------------------------------ | --- | --- | --- | --- | ---- | ---- | ---- | ---- | ---- | ---- | ---- |
| One More Time                                    | 959 | 652 | 866 | 957 | 1160 | 1428 | 1494 | 1115 | 1286 | 1378 | 1145 |

1. ↑  Een vetgedrukt getal geeft de hoogste notering aan.
2. ↑  2014 was het eerste jaar met een notering voor dit nummer.